# Asimilace (biologie)
Asimilace (latinsky assimilatio - začlenění, zarovnání) je v biologii proces přeměny výchozích látek, anorganických nebo cizích organických látek, na vlastní organické látky důležité pro živé organismy. Tyto produkty se nazývají asimiláty.
Podrobnější definice říká, že asimilace je anabolický metabolismus, při kterém jsou absorbovány cizí anorganické (někdy i organické látky) a přeměněny na složky organismu vlastní. Jedná se především o asimilaci uhlíku, dusíku, síry, fosfátů a minerálů. Opačná reakce se nazývá disimilace.

## Asimilace uhlíku

Zjednodušené schéma fotosyntézy.

Jedním z nejdůležitějších asimilačních procesů je začlenění uhlíku do živých organismů. Rozlišujeme asimilaci rostlinnou a živočišnou:
- Autotrofní organismy (rostliny a některé bakterie) asimilují uhlík z oxidu uhličitého CO2 během fotosyntézy. Produkují při tom energeticky bohaté jednoduché organické látky, které se v dalším metabolismu přeměňují na složitější molekuly. Příkladem je tvorba D-glukózy (C6H12O6) z oxidu uhličitého (CO2) a vody za použití sluneční energie:

6 H2O + 6 CO2→ C6H12O6 + 6 O2
- Heterotrofní organismy (živočichové, houby a většina bakterií) jsou závislé na autotrofních organismech, neboť k asimilaci uhlíku využívají jejich produkty vzniklé fotosyntézou. Z nich vytvářejí látky, které jsou vlastní jejich organismu.

## Asimilace fosfátů

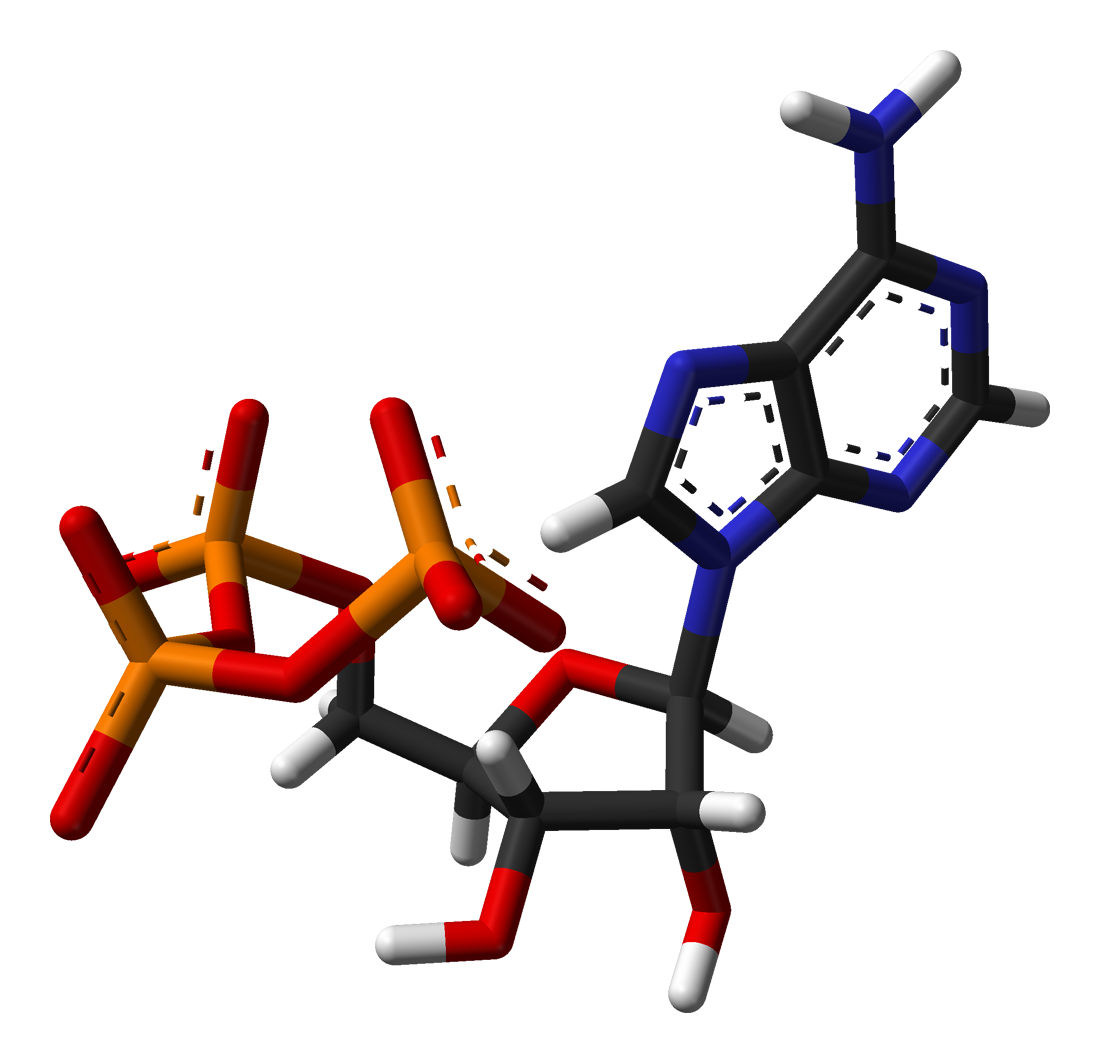
Struktura ATP

Kořeny rostlin z půdy získávají fosfáty tím, že asimilují ionty kyseliny fosforečné (HPO42−). Pro živočichy jsou fosfáty velmi důležité, neboť mimo jiné slouží pro fosforylaci adenosindifosfátu (ADP) na adenosintrifosfát (ATP), jedné z nejdůležitějších reakcích, která dodává energii všem živým organismům. Skupina (HPO42−) je používána i v dalších reakcích pro syntézu fosforečnanů cukru, fosfolipidů nebo nukleotidů.

## Asimilace síry

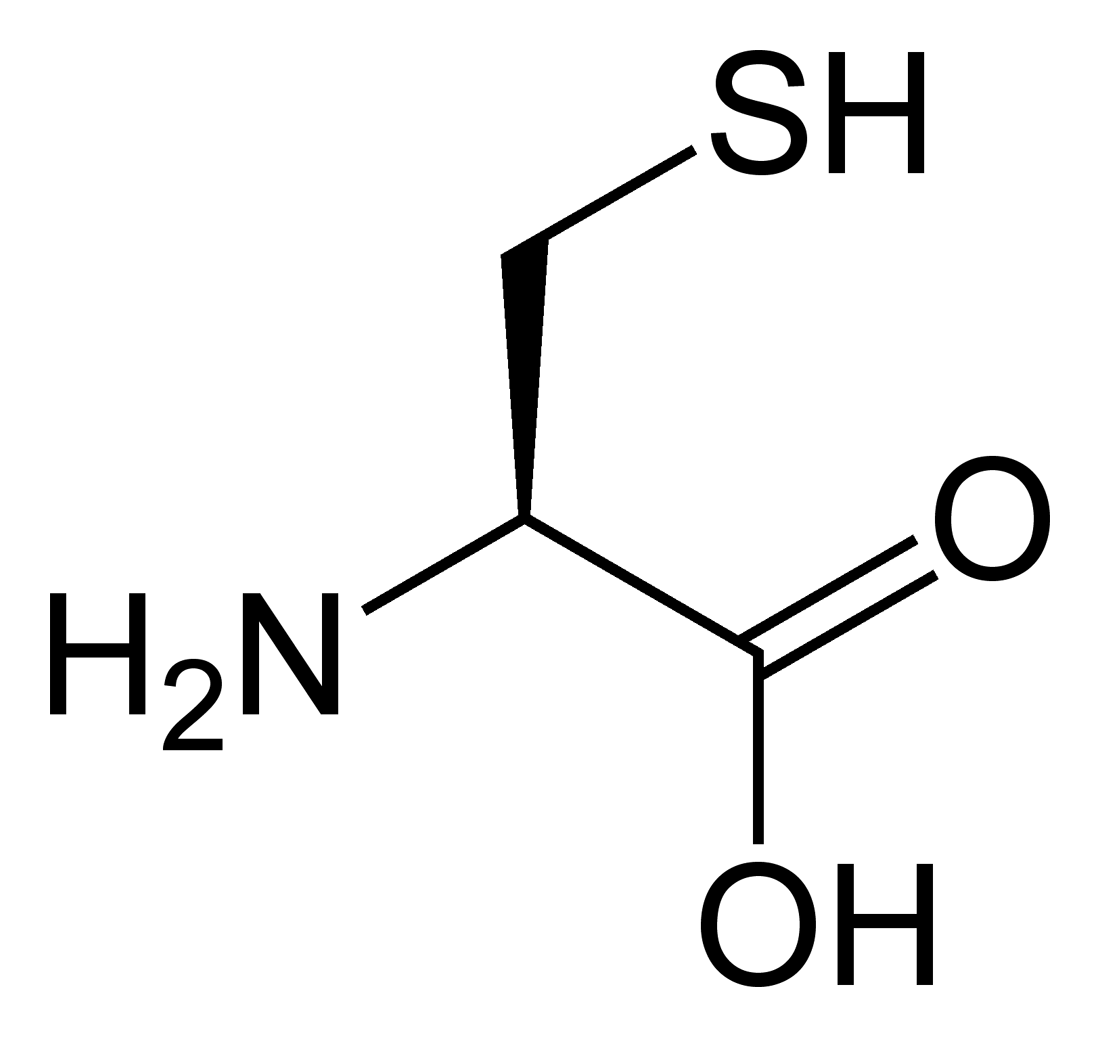
Vzorec cysteinu

Kořeny rostlin z půdy asimilují síru ve formě síranu (SO42−). Nejznámější sloučeninou s obsahem síry je aminokyselina cystein, která ve své molekule obsahuje thiolovou skupinu -SH. Podílí se významně na struktuře bílkovin (tvoří disulfidové můstky), udržení přiměřeného oxidačně-redukčního prostředí v buňce a účastní se mnoha metabolických drah. Látky odvozené od cysteinu jsou důležité pro svou antioxidativní povahu.

## Asimilace dusíku
Rostliny a mnoho bakterií asimilují dusík svými kořeny z dusičnanů (NO3−) nebo amoniaku (NH4+), který pak používají k syntéze organických sloučenin obsahujících dusík. Asimilace dusičnanů a amoniaku umožňuje rostlinám produkovat všechny aminokyseliny nezbytné pro jejich metabolismus. Lidé a zvířata nemohou syntetizovat určité aminokyseliny sami a získávají je jako esenciální aminokyseliny z potravin, které pocházejí přímo nebo nepřímo z rostlin. Mezi esenciální aminokyseliny patří histidin, isoleucin, lysin, methionin, fenylalanin, threonin, tryptofan a valin.

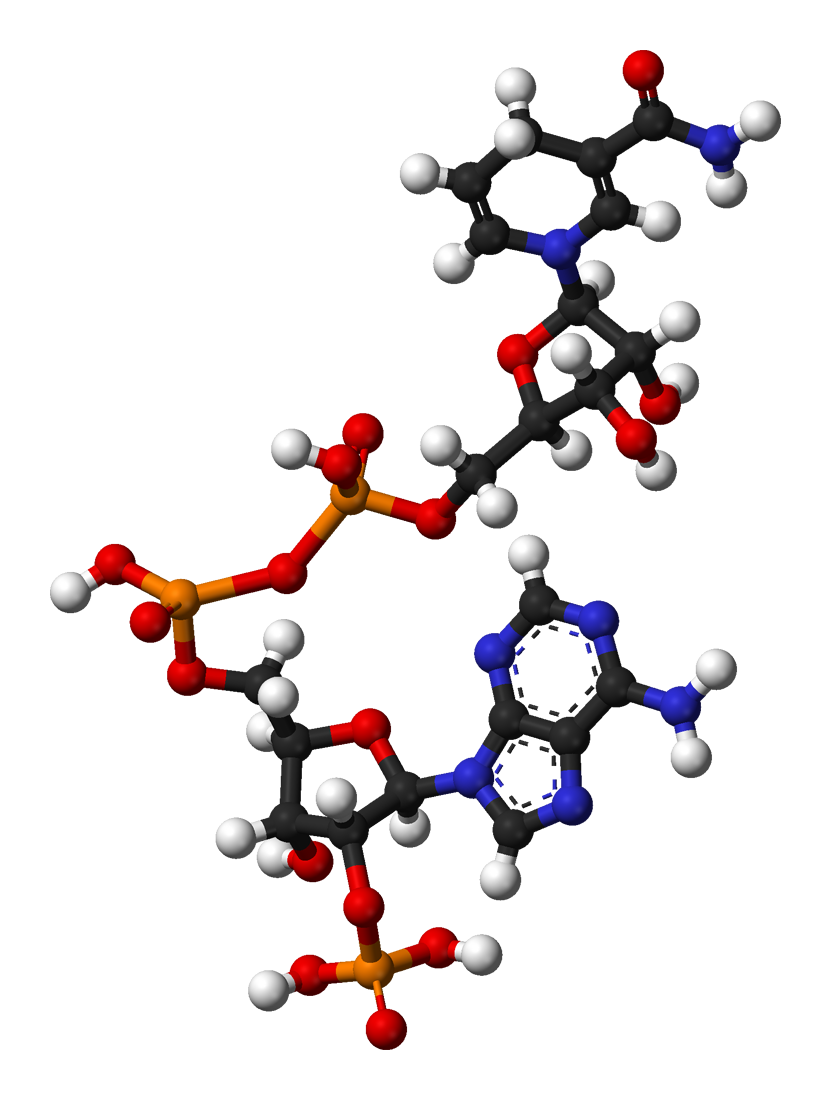
Struktura NADPH

### Asimilace dusičnanů
Dusičnany (NO3−) se vstřebávají do kořenů rostlin a pomocí reduktázy jsou přeměněny na dusitany (NO2−). Při těchto reakcích je jako redukční činidlo využíván nikotinamidadenindinukleotidfosfát NADPH, který se přeměňuje na NADP+.

### Asimilace amoniaku
Asimilace amoniaku probíhá pomocí glutamátu a adenosintrifosfátu ATP ve dvou krocích:
1. Glutamát + NH4+ + ATP → glutamin + ADP + Pi (glutamát-amonný ligáza)
2. Glutamin + 2-oxoglutarát + e− → 2 glutamát (glutamát syntáza)

Dusík zabudovaný do glutaminu a glutamátu se dále používá k syntéze aminokyselin.

## Příklady biologické asimilace
- Fotosyntéza je proces probíhající v rostlinné buňce, během něhož se oxid uhličitý a voda mění na organické látky.
- Biologická fixace dusíku je proces, při kterém je dusík získáván z půdy symbiotickými bakteriemi, které žijí v kořenech určitých rostlin, například z čeledi bobovité.
- Trávení ve střevě a zabudování výsledných sloučenin do tkání, je proces nazývaný vstřebávání živin do těla živočichů.